# Lauren Phoenix
Lauren Phoenix (ur. 13 maja 1979 w Toronto) – kanadyjska aktorka i reżyserka filmów pornograficznych. Występowała także jako Roxy, Loren Phoenix, Lauren Phoniex, Phoenix i Lauren.

## Życiorys

### Wczesne lata
Urodziła się i dorastała w Toronto w prowincji Ontario. Uczęszczała do liceum sztuk scenicznych i występowała w teatrze muzycznym jako piosenkarka, tancerka i aktorka. Przez dziesięć lat ćwiczyła balet, stepowanie i współczesne tańce. Przez rok była również nauczycielką baletu. Studiowała muzykę klasyczną na Uniwersytecie Zachodniego Ontario w Londonie. Była śpiewaczką jazzową i bluesową.

### Kariera
Mając 20 lat, rozpoczęła pracę jako tancerka w licznych klubach w Ontario. Tańczyła także w Londynie i Las Vegas. Nie była jednak zadowolona ze swojego wynagrodzenia i w celu zarabiania większych pieniędzy wyjechała do Kalifornii. Tam w 2003 wzięła udział w pierwszych filmach porno, w tym Sex with Young Girls 3 z Manuelem Ferrarą, Anal Addicts 13 z Julianem, Wedding z Evanem Stone’em, Fuck Dolls 1 z Erikiem Everhardem, Sex with Young Girls 3/Pussyman’s Bikini Butt Babes 2/Double Dip 'er 2 z Anthonym Hardwoodem, Internal Cumbustion 2 z Benem Englishem, Code Blue ze Stevenem St. Croix, Azz Fest 2 z Brianem Surewoodem i Ass Worship 5 z Tonim Ribasem.
W 2003 spotykała się z aktorką porno Mary Carey.
Występowała praktycznie we wszystkich możliwych konfiguracjach (seks lesbijski, seks analny, seks grupowy), w Signature Series 13: Lauren Phoenix (2005).
W 2005 roku otrzymała AVN Award w kategorii „Wykonawczyni roku”.

## Nagrody i nominacje
| Rok  | Nagroda                     | Kategoria                                      | Film                               | Inni wykonawcy                                                                         | Rezultat  |
| ---- | --------------------------- | ---------------------------------------------- | ---------------------------------- | -------------------------------------------------------------------------------------- | --------- |
| 2004 | Adam Film World Guide Award | Najlepsza nowa gwiazdka                        | –                                  | –                                                                                      | Nominacja |
| 2004 | AVN Award                   | Najlepsza scena seksu analnego – wideo         | Grand Theft Anal 2 (2003)          | Mark Davis                                                                             | Nominacja |
| 2004 | AVN Award                   | Najlepsza nowa gwiazdka                        | –                                  | –                                                                                      | Nominacja |
| 2004 | XRCO Award                  | Nowa gwiazdka                                  | –                                  | –                                                                                      | Wygrana   |
| 2004 | XRCO Award                  | Orgasmic Analist                               | –                                  | –                                                                                      | Wygrana   |
| 2005 | AVN Award                   | Najlepsza złośnica                             | I’m Your Slut 2 (2004)             | –                                                                                      | Nominacja |
| 2005 | AVN Award                   | Najlepsza scena seksu w parze – wideo          | I’m Your Slut 2 (2004)             | Manuel Ferrara                                                                         | Nominacja |
| 2005 | AVN Award                   | Najlepsza scena seksu analnego                 | A.N.A.L. 3 (2003)                  | Lee Stone                                                                              | Nominacja |
| 2005 | AVN Award                   | Najlepsza scena seksu triolizmu – wideo        | Buttwoman Iz Lauren Phoenix (2004) | Cytherea i Randy Spears                                                                | Nominacja |
| 2005 | AVN Award                   | Wykonawczyni roku                              | –                                  | –                                                                                      | Wygrana   |
| 2005 | AVN Award                   | Najlepsza scena seksu w parze – wideo          | Sodomania 41 (2004)                | Mick Blue                                                                              | Nominacja |
| 2005 | AVN Award                   | Najlepsza scena seksu grupowego – wideo        | Double Teamed 2 (2004)             | Missy Monroe, Ben English i Mr. Pete                                                   | Nominacja |
| 2005 | AVN Award                   | Najlepsza scena seksu triolizmu – wideo        | Big Wet Asses 4 (2004)             | Katrina Kraven i Tony T.                                                               | Nominacja |
| 2005 | XRCO Award                  | Najlepsza scena seksu triolizmu – wideo        | Big Wet Asses 4 (2004)             | Katrina Kraven i Tony T.                                                               | Nominacja |
| 2005 | XRCO Award                  | Wykonawczyni roku                              | –                                  | –                                                                                      | Wygrana   |
| 2005 | XRCO Award                  | Orgasmic Analist                               | –                                  | –                                                                                      | Wygrana   |
| 2006 | AVN Award                   | Najlepsza złośnica                             | Lauren Phoenix’s Fuck Me (2005)    | –                                                                                      | Nominacja |
| 2006 | AVN Award                   | Najlepsza aktorka drugoplanowa – wideo         | The Edge Runner (2005)             | –                                                                                      | Nominacja |
| 2006 | AVN Award                   | Najlepsza scena seksu samych dziewczyn – wideo | Epiphany (2005)                    | Kimberly Kane, Kylie Ireland, Katrina Kraven i Julie Night                             | Nominacja |
| 2006 | AVN Award                   | Wykonawczyni roku                              | –                                  | –                                                                                      | Nominacja |
| 2006 | AVN Award                   | Najlepsza scena seksu analnego – wideo         | Flesh Fest 3 (2005)                | Anthony Hardwood                                                                       | Nominacja |
| 2006 | AVN Award                   | Najlepsza scena seksu grupowego – wideo        | Clusterfuck 3 (2005)               | Dave Hardman, Scott Lyons, Richard Raymond, Trevor Slide, Jeremy Steele i Trent Tesoro | Nominacja |
| 2006 | AVN Award                   | Najlepsza scena seksu triolizmu – wideo        | Semen Sippers 3 (2005)             | Melissa Lauren, Erik Everhard i John Strong                                            | Nominacja |
| 2006 | AVN Award                   | Najlepsza scena seksu solo                     | Anal Showdown (2005)               | –                                                                                      | Nominacja |